# مستشفى آسوتا
مجمع مستشفيات ومراكز آسوتا (بالعبرية : אסותא מרכזים רפואיים) هو مركز طبي خاص في حي رمات هحيال شمال تل أبيب أنشئ في عام 1936. يقوم المستشفى بإجراء الجراحة وإجراءات التشخيص في جميع مجالات الطب ، بما في ذلك أمراض القلب والأورام وأمراض النساء والمسالك البولية. وهو مملوك للشركة الأم مكابي للخدمات الصحية يقع المستشفى الرئيسي للشركة في المنطقة الصناعية في منطقة يركون في تل أبيب.

## المبنى القديم

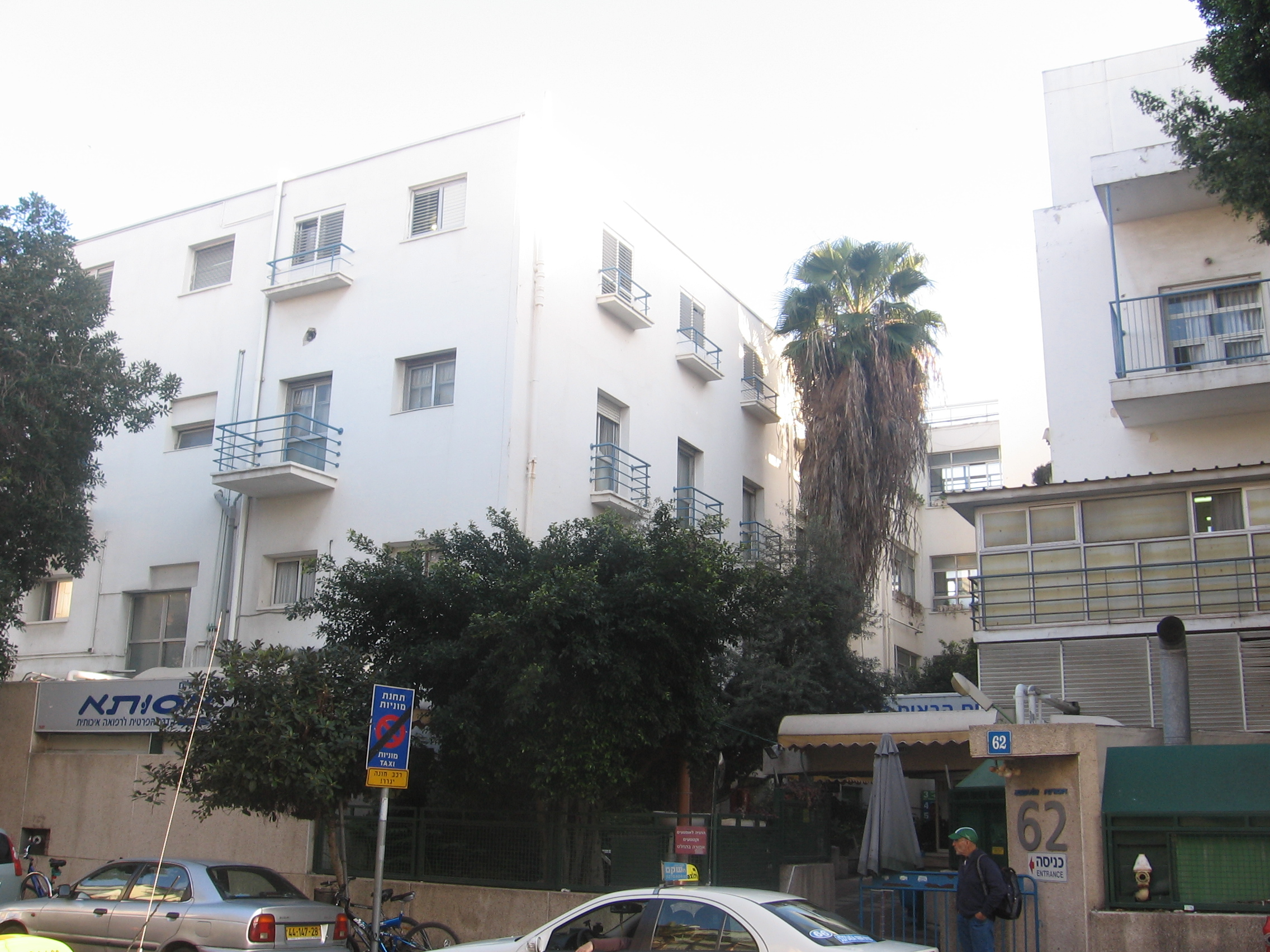
المبنى القديم لمستشفي اسوتا

تم تأسيس المستشفى الأم في تل أبيب في عام 1936 من قبل بن تسيون هرئيل (هيرشوفيتس) و بنوت هيوت ، وهو طبيب أصبح فيما بعد عضوا في الكنيست. كان لديها طاقم من 34 طبيبا، معظمهم مهاجرون ألمانيون و 74 سريرا ، المهندس المعماري هو المهندس المسؤول عن بناء المبني القديم للمستشفي جوزيف نيوفيلد تم بناءه على الطراز العالمي، الموجود بشارع جابوتنسكي في تل أبيب . تم تأسيس المستشفى كشركة مساهمة خاصة، تم بيع أسهمها للأطباء فقط. و لم يكن المستشفى جزءاً من الأنظمة الصحية المركزية لمنظمة هداسا الصهيونية أو صندوق المرضى كلاليت . وتم تأسيس المستشفي على أنقاض قرية المسعودية الفلسطينية، التي كانت في شمال شرق تل أبيب  تم افتتاح المستشفى في ديسمبر 1935. في عام 1986، أسس الدكتور برناردو فيدنا قسم الصدر وجراحة القلب. استمر العمل في المبني القدسم للمستشفى لمدة 75 عاما، إلى أن تم الانتقال للمبنى الجديد في موقع الحالي بحي رمات هحيال في 12 مايو 2009 وصمم لكي يكون أكبر مستشفى خاص في إسرائيل على مساحة 90,000 متر مربع .

## في الوقت الحالى
يحتوي المستشفى على ست عشرة غرفة عمليات وهو معتمد للإجراءات الجراحية في جميع التخصصات الطبية . يتم إجراء حوالي 17,000 عملية كل عام، بما في ذلك العمليات الجراحية المعقدة مثل جراحة القلب المفتوح وجراحات الأعصاب. المستشفي واحدة من سبع مستشفيات إسرائيلية حصلت على اعتماد من اللجنة الدولية المشتركة لتقييم المستشفيات، وهي منظمة تضع معايير السلامة للرعاية الطبية.